# Loma Bonita, Pantepec
Loma Bonita är en ort i Mexiko.   Den ligger i kommunen Pantepec och delstaten Puebla, i den sydöstra delen av landet, 180 km nordost om huvudstaden Mexico City. Loma Bonita ligger 238 meter över havet och antalet invånare är 105.
Terrängen runt Loma Bonita är kuperad åt sydväst, men åt nordost är den platt. Runt Loma Bonita är det ganska tätbefolkat, med 52 invånare per kvadratkilometer. Närmaste större samhälle är Metlaltoyuca, 19,1 km norr om Loma Bonita. Omgivningarna runt Loma Bonita är en mosaik av jordbruksmark och naturlig växtlighet.